# 이백오십칠각형
이백오십칠각형 (二百五十七角形)은 다각형의 하나로, 257개 변과 257개 꼭짓점을 가진 도형이다. 내각의 합은 45900°, 대각선의 개수는 32639개이다.

이백오십칠각형

## 성질
정이백오십칠각형에서는 중심각과 외각은 약 1.4°로, 내각은 약 178.6°이 된다.
또, 한 변의 길이가 a인 정 이백오십칠각형의 면적은 {\displaystyle {257a^{2} \over 4}\cot {\pi  \over {257}}\approx 5255.75062a^{2}}

## 작도
정이백오십칠각형은 작도가 가능한 도형의 하나이다. p가 홀수 소수 인 정p각형 가운데, 이러한 작도가 가능한 것은 p가 페르마 소수인 경우에 한정된다. 구체적으로는 p=3, 5, 17, 257, 65537 때에 정삼각형, 정오각형, 정십칠각형, 정이백오십칠각형, 정육만오천오백삼십칠각형의 5가지밖에 알려지지 않았다.
정이백오십칠각형이 컴퍼스와 자로 작도할 수 있는 것은 임의의 삼각함수에서 그 변수로서의 각이 2π/257 rad일 때, 함수의 값이 유리수와 제곱근의 편성만으로 표현할 수 있는 것을 의미한다.
1832년에 F. J. 리시로와 슈베덴바인은 정이백오십칠각형을 자와 컴퍼스에 의해 작도하는 구체적 방법을 발표했다.